# Stazione di Rimini Marina
Stazione di Rimini Marina 1944-ben bezárt vasútállomás Olaszországban, Rimini településen.

## Vasútvonalak
Az állomást az alábbi vasútvonalak érintették:
- Rimini–San Marino-vasútvonal

## Kapcsolódó állomások
A vasútállomáshoz az alábbi állomások vannak a legközelebb:
- Rimini Stato railway station (Rimini Stato railway station, Rimini–San Marino-vasútvonal)
- Stazione di Coriano-Cerasolo (San Marino railway station, Rimini–San Marino-vasútvonal)